# Русско-казанская война (1552—1556)
Русско-казанская война 1552—1556, Казанская война — восстание казанских татар за возрождение независимости Казанского ханства.

## Ход событий
После взятия Казани русские войска не контролировали полностью территорию бывшего ханства.
Окончательное присоединение территории ханства потребовало новых военных усилий в последующие несколько лет. Восстания на Луговой (левобережной) стороне вспыхнули в начале 1553 года и перекинулось на Горную сторону. Попытки воевод оперативно подавить их привели к поражениям русских отрядов, понёсших большие потери. Выступления охватили значительную часть бывшего ханства, преимущественно на Луговой стороне. Русская армия во главе с князем С. И. Микулинским выступила из Казани в феврале 1554 года и опустошила восставшие районы к востоку и северу от города вплоть до границ с Вятской землёй. В плен были взяты тысячи человек, уничтожены возведённые повстанцами укреплённые городки, разорены поселения в зоне военных действий. Кампания завершилась переходом населения «Арской земли» под власть русского царя.
Ещё более крупные отряды русских войск действовали в Казанском крае на рубеже 1554-1555 годов в ответ на новый подъём антирусских восстаний в середине 1554 года. Войска собирались во Владимире, Суздале, Муроме и др., отдельные рати выступили в поход из Пермской и Вятской земель, были мобилизованы отряды ряда северных уездов. Военные действия длились несколько недель. Летом 1555 года для контроля над Горной стороной была построена новая русская крепость – Чебоксары. Отрядом Кебенке, со стороны реки Волга была попытка разрушить данную крепость, но отряд был разгромлен полком Бориса Салтыкова. После чего была новая битва уже в окрестностях Чебоксар. Был разбит отряд Усеин-Сеита, который бежал с поля боя, а Чебоксары остались неприкосновенной крепостью.
Однако восстание не утихало. Появление хана Али-Акрама, приведённого из Ногайской Орды с небольшим отрядом одним из руководителей повстанцев Мамич-Бердеем, привело к новому витку боевых действий. Надежды на военную помощь со стороны Ногайской Орды не оправдались, русские войска взяли главную крепость мятежников - Чалым. Али-Акрам был казнён вместе со своим окружением самими повстанцами. Осенью 1555 года рать во главе с князем А. М. Курбским вновь атаковала Луговую сторону. Перелом наступил весной 1556 года. Мамич-Бердей, отправившийся в поход на Горную сторону, был взят в плен, а позднее доставлен в Москву. Успех был развит походами русских отрядов к Казани весной-летом 1556 года. Последние отзвуки восстания пришлись на зиму 1556-57 и весну 1557 года. Летом 1557 года состоялся раздел ханских земель и земель мурз (погибших, бежавших или опальных), что обозначило окончательное подавление восстания и вхождение территории ханства в состав Русского государства.

## Последствия
Последствиями войны стали сильный экономический упадок и резкое сокращение численности населения. В Казани была возведена каменная крепость, татары были выселены из города, мечети разрушены. После подавления восстания многие земли местных феодалов были конфискованы и перешли в руки русского государства, а также его бояр, дворян, духовенства и тех татар, кто признал новую власть. Увеличилась  численность русского населения на территории бывшего ханства.